# Mordellistena rufula
Mordellistena rufula là một loài bọ cánh cứng trong họ Mordellidae. Loài này is voor het eerst wetenschappelijk beschreven bởi Helmuth.